# Страшин (Поморське воєводство)
Стра́шин (пол. Straszyn, нім. Straschin) — село в Польщі, у гміні Прущ-Гданський Ґданського повіту Поморського воєводства.
Населення — 6475 осіб (2011).

## Демографія
Демографічна структура станом на 31 березня 2011 року:
|          | Загалом | Допрацездатний вік | Працездатний вік | Постпрацездатний вік |
| -------- | ------- | ------------------ | ---------------- | -------------------- |
| Чоловіки | 3175    | 750                | 2215             | 210                  |
| Жінки    | 3300    | 751                | 2111             | 438                  |
| Разом    | 6475    | 1501               | 4326             | 648                  |